# Katalin Karády
Katalin Karády, właśc. Katalin Kanczler (ur. 8 grudnia 1910 w Budapeszcie, zm. 8 lutego 1990 w Nowym Jorku) – węgierska aktorka i piosenkarka. Odznaczona orderem Sprawiedliwy wśród Narodów Świata.

## Młodość
Urodziła się 8 grudnia 1910 w Budapeszcie, jest najmłodszą z siedmiorga dzieci Rozálii Lőrinc i Ferenca Kanczlera. Dzieciństwo spędziła w Kőbányi, potem – dzięki pomocy organizacji charytatywnej – mieszkała przez pięć lat w Szwajcarii i Holandii. Po powrocie do domu rodzinnego studiowała w żeńskiej szkole marketingowej.

## Kariera aktorska i muzyczna
Karierę aktorską rozpoczęła w 1936, wcześniej ćwicząc pod okiem Ernő Tarnaya i Artúra Bárdosa. W trakcie jednego z wieczorów spędzanych w barze w Budzie jej osobą zainteresował się dziennikarz (i późniejszy menedżer) Zoltán Egyed, który wymyślił jej pseudonim sceniczny oraz przedstawił Ilonie Aczél. U boku byłej aktorki Kanczler nauczyła się podstaw aktorstwa oraz śpiewu. Pod koniec lat 30. zadebiutowała na deskach teatru Joób Dániel. W latach 1931–1941 grała w teatrach Pesti i Vígszínház.
W 1939 zagrała swoją pierwszą rolę filmową w produkcji Halálos Tavasz w reżyserii László Kalmára. Rola Ralben przyniosła jej popularność oraz tytuł „symbolu seksu” w kraju. W ciągu kolejnych dziewięciu lat wystąpiła w około dwudziestu filmach. W 1940 zagrała tytułową rolę w filmie Erzsébet királyné oraz wcieliła się w postać Márii w filmie Hazajáró lélek. W 1941 była odtwórczynią głównych ról w filmach: Ne kérdezd ki voltam (postać Eszter Konrád) i Egy tál lencse (Margit Horváth), a także roli Irén w produkcji A szűz és a gödölye. W 1942 wystąpiła w głównych rolach w kilku filmach, w tym m.in. w roli Ágnes Balásfy w produkcji Halálos csók, Márii w Alkalom i Anny w Egy szív megáll. Rok 1943 przyniósł jej główne role w kolejnych kilku filmach, w tym m.in. Évy Ollai w Ópiumkeringö, Ilony Ág w Csalódás, Gizi Harmonikás w Külvárosi örszoba, Pálmy Benedek w Makrancos hölgy i Éva w Boldog idők. W 1944 zagrała tytułowe role w filmach Szováthy Éva i Machita, a także wcieliła się w postać Anady w produkcji Valamit visz a víz oraz wzięła udział w filmie A hangod elkísér.
Oprócz występów w teatrach i filmach działała muzycznie. W ciągu kilkunastu lat kariery nagrała i wydała kilka albumów studyjnych, takich jak Halálos tavasz, Híres magyar filmslágerek, Milliók kedvenc énekese, Régi melódiák czy Legszebb dalai.
W latach 1979–1998 ukazało się kilka albumów kompilacyjnych z nagranymi przez nią utworami, w tym m.in. Karády Katalin (1979), Tudok egy dalt (1982), Te vagy a fény (1986) i Nincs vége még (1990).

## Okres wojny i zakończenie kariery
Po niemieckiej inwazji na Węgry podczas II wojny światowej władze kraju zaczęły blokować karierę Karády, uniemożliwiając granie jej utworów w Węgierskim Radiu oraz wycofując jej filmy z kinowych repertuarów. W marcu 1944 została aresztowana pod zarzutem szpiegostwa na rzecz aliantów. W więzieniu spędziła trzy miesiące, podczas których była często torturowana. Po zwolnieniu z więzienia, w czym pomogli przyjaciele jej narzeczonego Istvána Ujszászyego, zaangażowała się w pomoc społeczną mieszkańcom Budapesztu, zajmując się m.in. żydowskimi dziećmi. Latem 1945 załamała się nerwowo po usłyszeniu o jego śmierci (choć wówczas jeszcze żył), przez co odizolowała się od życia społecznego na kolejne dziewięć miesięcy.
Po zakończeniu wojny zdecydowała się na powrót do aktorstwa. W latach 1945–1948 zagrała kilka różnych ról w teatrze operetkowym i wystąpiła w jednym filmie – Betlehemi királyok. W 1949 wcieliła się w rolę Vilmy w produkcji Forró mezök, która okazała się ostatnim filmem w jej karierze. W tym samym roku wszystkie filmy z jej udziałem zostały usunięte z kinowych repertuarów.
Dwa lata później zdecydowała się na wyjazd z Węgier. Najpierw wyjechała do Salzburga, potem przeprowadziła się m.in. do Brukseli. W 1953 zamieszkała w São Paulo, gdzie otworzyła sklep z odzieżą. W 1968 przeniosła się do Nowego Jorku, gdzie otworzyła sklep z kapeluszami. Poza kilkoma okolicznościowymi występami dla najbliższych aktorka zrezygnowała z kariery medialnej. Z okazji 70. urodzin otrzymała od rządu zaproszenie do powrotu na Węgry, na co w odpowiedzi wysłała zapraszającym kapelusz.

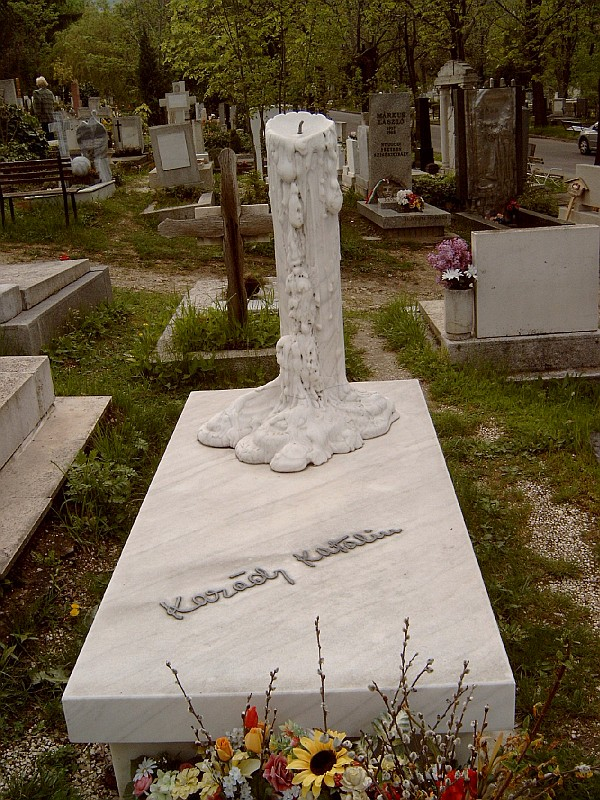
Nagrobek Katalin Karády na cmentarzu Farkasréti

Zmarła 8 lutego 1990 w Nowym Jorku, w wieku 79 lat. Jej ciało zostało sprowadzone na Węgry, uroczystości pogrzebowe odbyły się 19 lutego w bazylice św. Stefana w Budapeszcie. Spoczywa na budapeszteńskim cmentarzu Farkasréti w kwaterze 22/1.

## Życie prywatne
Po śmierci ojca, którego po latach wspominała jako osobę agresywną, w 1931 wzięła ślub z 30 lat starszym celnikiem Rezső Vargą, z którym rozwiodła się jednak kilka miesięcy później. Była także zaręczona z Istvánem Ujszászym, szefem tajnych służb regenta Miklósa Horthyego, co wzbudzało wiele kontrowersji.

## Pamięć i wpływ na popkulturę
W latach największych sukcesów zawodowych Karády stała się obiektem fascynacji, zaś jej styl ubierania się oraz uczesania były inspiracją dla wielu nastolatek.
W 1982 ukazał się album studyjny pt. Hernádi Judit (znany też pt. Sohase mondd) aktorki i piosenkarki Judit Hernádi, który był inspirowany twórczością Karády i stanowił formę hołdu artystce.
W 2001 odbyła się premiera filmu Hamvadó Cigarettavég w reżyserii Pétera Bacsó, dedykowanego pamięci aktorki.
W 2004 Katalin Karády otrzymała pośmiertnie tytuł Sprawiedliwej wśród Narodów Świata od Instytutu Pamięci Męczenników i Bohaterów Holocaustu (Jad Waszem).

## Filmografia
Spis sporządzono na podstawie materiału źródłowego.
| Filmy pełnometrażowe - 1939: Halálos tavasz – jako Ralben - 1940: Erzsébet királyné – jako królowa Elżbieta - 1940: Hazajáró lélek – jako Mária - 1941: Ne kérdezd, ki voltam – jako Eszter Konrád - 1941: A szűz és a gödölye – jako Irén, żona Aleksandra - 1942: Egy tál lencse – jako Margit Horváth - 1942: Kísértés – jako Cecil Horváth - 1942: Halálos csók – jako Ágnes Balásfy/Eszter Balásfy - 1942: Alkalom – jako Mária, żona Istvána - 1942: Egy szív megáll – jako Anna - 1942: Szíriusz – jako Rosina Beppo/Róza - 1943: Ópiumkeringő – jako piosenkarka Éva Ollai - 1943: Csalódás – jako Ilona Ág - 1943: Külvárosi őrszoba – jako Gizi Harmonikás - 1943: Makrancos hölgy – jako Pálma Benedek - 1943: Boldog idők – jako Éva - 1944: Szováthy Éva – jako Éva Szováthy - 1944: Valamit visz a víz – jako Anada - 1944: Machita – jako Machita - 1948: Forró mezők – jako Vilma, żona Avary’ego | Filmy krótkometrażowe - 1942: Tábori levelezőlap - 1943: Valahol Oroszországban - 1944: A hangod elkísér - 1947: Betlehemi királyok – jako ona sama |

## Dyskografia
Albumy studyjne
- Halálos tavasz (1939)
- Híres magyar filmslágerek (rok nieznany)
- Milliók kedvenc énekese (rok nieznany)
- Régi melódiák (rok nieznany)
- Legszebb dalai (rok nieznany)